# Shanola Hampton
Shanola Hampton (Nueva York, 27 de mayo de 1977) es una actriz estadounidense conocida por su papel de Verónica Fisher en la serie de televisión Shameless de la cadena estadounidense Showtime.

## Carrera como actriz

### Primeros años (2000-2010)
En el año 2000 participó en el musical "The Gift" en el Teatro Tiffany de Hollywood.
Hampton ha aparecido en numerosas series como Shameless, Reba, Popular, Scrubs, Mentes criminales, Related, y Miami Medical. También ha participado en películas como: La desafortunada vida social de Ethan Green, The Hanged Man, Christmas in the City, y You Again.
Fue modelo de cara para el personaje Rochelle del videojuego Left 4 Dead 2.
Se graduó en arte dramático en la universidad de Winthrop y estudió interpretación en la Universidad de Illinois mientras trabajaba como camarera en  Wrigleyville, Chicago. También obtuvo un Máster en Bellas Artes de interpretación.

### 2011–Actualidad
En el año 2010 tras presentarse al casting fue elegida para el reparto de la serie de televisión Shameless de la cadena Showtime, interpretando el papel de Verónica Fisher, un papel que fue aclamado por la crítica.
En 2013 coprotagonizó la película Things Never Said, interpretando a una mujer que lucha por dejar a un marido que la maltrata, película que participó en el Festival anual de Cine Negro, Festival de cine de Carolina del Norte, Festival internacional de cine de Roxbury, Festival de cine urbano de Cleveland, Festival de cine negro, y el Laguna Film Festival.

## Vida personal
Hampton nació en Nueva York y se trasladó a la ciudad de Summerville en Carolina del Sur a la edad de cuatro años. Estudió en el Summerville High School.
En el año 2000 se casó con el productor Darren Dukes. con el cual tuvo dos hijos, Cai MyAnna (nacida en enero de 2014)  y Daren (nacido en mayo de 2016).

## Filmografía completa

### Cine
| Año  | Título                                      | Papel                  |
| ---- | ------------------------------------------- | ---------------------- |
| 2002 | Love and basketball                         | Sarah                  |
| 2004 | Girls' Lunch                                |                        |
| 2005 | La desafortunada vida social de Ethan Green | Charlotte              |
| 2007 | The Hanged Man                              | X-Factor               |
| 2010 | You Again                                   | Tammy                  |
| 2012 | Hot and Bothered                            | Alex                   |
| 2013 | They Die by Dawn                            | Pretty Woman           |
| 2013 | Things Never Said                           | Kalindra Stepney       |
| 2014 | Suburban Gothic                             | Ticona                 |
| 2014 | Ricky Robot Arms                            | Alexia                 |
| 2015 | Worthy                                      | Kyra                   |
| 2015 | Forever                                     | Laura                  |
| 2017 | Do No Harm                                  | Gunnery Sergeant Witte |

### Televisión
| Año                | Título                      | Papel           | Notas                                          |
| ------------------ | --------------------------- | --------------- | ---------------------------------------------- |
| 2001               | Electra Woman and Dyna Girl | Daisy           |                                                |
| 2001               | Reba                        | Marci           | Episodio: "The Steaks Are High"                |
| 2001               | Popular                     | Chica #1        | Episodio: "Fag"                                |
| 2002               | Strong Medicine             | Tracy Saunders  | Episodio: "Family Stories"                     |
| 2004               | Scrubs                      | Mujer           | Episodio: "Mi mejor momento"                   |
| 2005-06            | Related                     | Flash           | 4 Episodios                                    |
| 2006               | Pepper Dennis               | Darcine         | Episodio: "True Love is Dead"                  |
| 2010               | Miami Medical               | Dr. Graceffa    | 6 Episodios                                    |
| 2011-2021 presente | Shameless                   | Verónica Fisher | 97 Episodios Elenco principal (Temporadas 1-9) |
| 2012               | Mentes criminales           | Cindi Burns     | Episodio: "La compañía"                        |
| 2013               | Christmas in the City       | Angie           | Telefilm                                       |
| 2014               | Hell's Kitchen              | Ella misma      | Episodio: "Winner Chosen"                      |
| 2015               | Stalker                     | Pam Tyler       | Episodios: "Love Hurts" and "Love Kills"       |
| 2023 - presente    | Found                       | Gaby Moseli     | Personaje Principal                            |

### Videojuegos
| Año  | Título        | Personaje | Notas          |
| ---- | ------------- | --------- | -------------- |
| 2009 | Left 4 Dead 2 | Rochelle  | Modelo de cara |

## Premios
| Año  | Premio                       | Categoría    | Nominación        | Resultado |
| ---- | ---------------------------- | ------------ | ----------------- | --------- |
| 2013 | American Black Film Festival | Mejor actriz | Things Never Said | Ganadora  |